# Der marktgerechte Patient
Der marktgerechte Patient ist ein Dokumentarfilm von Leslie Franke und Herdolor Lorenz aus dem Jahr 2018. Der Film kritisiert das System der Fallpauschalen im Deutschen Krankenhaussystem (DRG-Diagnosis Related Groups) und informiert über seit 2003 verursachte Auswirkungen der sogenannten Gesundheitsreform in Deutschland. Das Konzept der DRG wurde im Jahr 2003 in weiten Teilen von Australien nach Deutschland übernommen.

## Handlung
Die Autoren und Kritiker des DRG-Systems weisen darauf hin, dass durch die Fallpauschalen in deutschen Krankenhäusern die Qualität des Deutschen Gesundheitssystems sinkt und laut dem Film oftmals notwendige Behandlungen nicht oder nur ungenügend ausgeführt würden. Zudem seien die Stationen oftmals mit zu wenig Personal ausgestattet, was teilweise sogar zu Reduzierungen bei der Bettenanzahl der Krankenhäuser führen würde.
Unter anderem werden betroffene Ärzte und Krankenpfleger sowie Patienten interviewt. Auch der Medizinethiker Giovanni Maio wird zum aktuellen System befragt. Zudem kommt auch der aktuell amtierende Oberbürgermeister der Stadt München, Dieter Reiter, zu Wort.
Außerdem wird auch die Privatisierung des Landesbetrieb Krankenhäuser (LBK) Hamburg thematisiert. Beim Volksentscheid am 29. Februar 2004 sprach sich eine Mehrheit der abstimmenden Hamburger Bevölkerung (76,8 %) bei einer Beteiligung von 64,9 % gegen den Verkauf des Landesbetriebs aus. Trotz des Votums, das allerdings nur als Empfehlung für den Senat der Freien und Hansestadt Hamburg galt, veräußerte der Senat im Jahr 2007 den Landesbetrieb an das Unternehmen Asklepios Kliniken. Das Hamburgische Verfassungsgericht entschied zudem am 15. Dezember 2004, dass der Verkauf auch bei gegenteiligem Ausgang des Volksentscheids rechtskonform war.

## Ethischer Hintergrund
In dem Film wird die ethische Frage gestellt, ob heutzutage der Patient nur noch als Mittel gesehen wird, um Erlöse zu optimieren. Diese Aussage wird versucht, durch mehrere verschiedene Ansichten von Betroffenen und Experten zu untermauern.
Laut dem Film würde es nicht mehr, wie bisher, darum gehen, die Bedürfnisse des Patienten zu erfüllen, sondern den Patienten nur noch als Mittel für die Erlangung höherer Erlöse zu sehen.